# Küchlspitze
Die Küchlspitze (auch: Küchelspitze) ist ein Dreitausender (3147 m ü. A.) im Verwall zwischen Stanzer Tal und Paznaun im Westen Nordtirols.

## Lage und Landschaft
Der Berg erhebt sich zwischen St. Anton am Arlberg im Stanzertal und Ischgl im Paznaun südöstlich. Nordöstlich des Gipfels liegt die Darmstädter Hütte.
Die Küchlspitze („kleine Kuchenspitze“) ist nach dem Hohen Riffler und der direkt nördlich davon stehenden, einen Meter höheren Kuchenspitze der dritthöchste Gipfel der Gruppe. Sie ist eine prägnante dreikantige Pyramide. Der höchste Punkt befindet sich etwa 52 m nordwestlich des Gipfelkreuzes. Im Hauptkamm zieht der Ostgrat zum Rautejöchli (2757 m ü. A.) und Rautekopf (2849 m ü. A.), der Südwestgrat zum Schönpleisjöchli (2757 m ü. A.) und den beiderseits liegenden Schönpleisköpfen (Nördlicher 2243 m ü. A., Südlicher 2920 m ü. A.), und der Nordgrat zieht S-förmig zur Kuchenspitze. Der Berg ist vergletschert, im Nordkar zur Kuchenspitze liegt der Große Küchlferner. Der Kleine Küchlferner an der Westflanke ist heute nur mehr ein Gletscherrest.
Die Große Küchlferner entwässert zum Kartellspeicher und den Moosbach zur Rosanna, die Westflanke, mit einem Karsee auf 2530 m ü. A. zum Fasulbach, der der oberen Rosanna zugeht. Die Madleinalpe südöstlich, ebenfalls mit einigen Karseen, geht über den Madleinbach zur Trisanna.

## Erschließung und Besteigung
Erstbestiegen wurde der Gipfel von Vermessungsingenieuren in Begleitung eines einheimischen Gamsjägers im Zuge der Dritten k.u.k. Landesaufnahme um 1860, in deren Zuge der Hauptkamm des Verwall begangen wurde.
Der Berg wird heute selten begangen. Das Gipfelbuch ist von 1990. Der Zustieg erfolgt beispielsweise von St. Anton aus dem Schönverwall bei der Konstanzer Hütte direkt oder über das Kuchenjöchl, oder über das Moosbachtal (Kartellspeicher), und von Süden von Ischgl über die Madleinalpe, oder von Mathon über die Friedrichshafner Hütte. Die Darmstädter Hütte ist meist die Basishütte. Die Anstiege zum Gipfel sind dann zumindest schwierig (Ostgrat UIAA Grad II), teils anspruchsvolle Kletterei (so über die Küchlspitze der Südgrat IV+). Der am Rautejoch (2752 m) beginnende Ostgrat, über den 1989 auch das mächtige Gipfelkreuz heraufgetragen wurde, hat den Schwierigkeitsgrad III. Weitere Routen mit I+ bis II führen durch verschiedene Rinnen der Südwestwand, deren Fuß aus dem Fasultal erreichbar ist.